# XSP
XSP é um servidor simples, independente (standalone) escrito em C# que suporta o sistema ASP.NET para Linux e outros sistemas operativos do tipo Unix.